# Vizafogó
A Vizafogó Budapest városrésze a XIII. kerületben. A Duna és a Váci út közötti területen fekszik, délen a Dráva utcáig, északon a Meder utcáig terjed.

## Fekvése
A Dráva utca, Meder utca, a Váci út és a Duna által határolt városrész, amelyből 2016 áprilisában Göncz Árpád városközpont néven leválasztották a Váci út és a Róbert Károly körút kereszteződésének közvetlen környékét.

## Története
Az Árpád hídtól északra elterülő részét régen Lepsinek nevezték (a déli részét pedig Nudlinak)[forrás?], Mátyás király idejében itt volt az Agaras-tó, mely a Domonkos-rendi apácák tulajdona volt. Itt kezdetben a Váci út mentén futott a töltés, amelytől a Duna felé zsombékos terület volt, ahová a Fekete-tenger felől a vizák feljöttek az ívási időszakban.

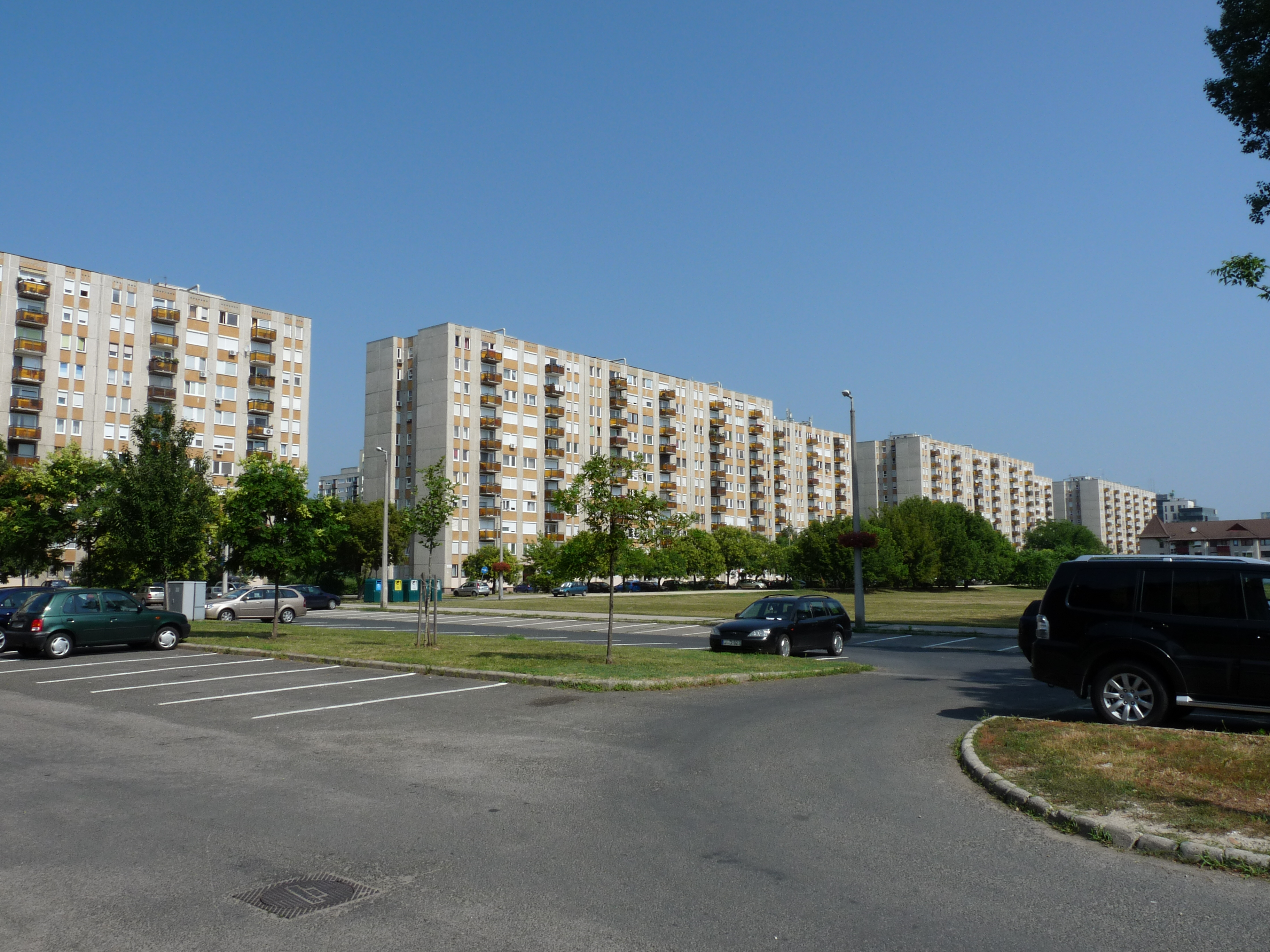
A lakótelep tízemeletes szalagházai

A Dráva utca és a Rákos-patak torkolata között 1870-1878 között épült gát védelmében a 19. század végére jelentős ipari környék alakult ki számos gyárral, gőzmalommal és egyéb üzemmel. Az 1939-1950 között épült régi, keskeny Árpád hídi felhajtójának helyén eredetileg a Zarzetzky gyufagyár, tőle délre a Rézhengerművek, északra pedig a Láng László által alapított gyárak üzemeltek. Utóbbiakat később Láng Gépgyár néven összevonták. Az itt található Turbina utca eredeti neve Láng László utca volt, és a sarkon állott (az 1960-as évekig) a Hazám mozi.
A 20. század elejére a zsombékos Duna-parti terület feltöltődött. A Rákos-patak környékén a mai Szennyvíztisztító telkén a Vuk és fiai Fűrészüzem működött. Az 1930-as években a Dagály utcában kialakították a rendőrházakat. Az Árpád hídra felvezető Róbert Károly körút északi oldalán 1961-1966, majd 1968-1970 között további összkomfortos szövetkezeti házakat építettek. A Dagály fürdő Szabadság Strandfürdő néven 1948-ban nyílt meg. Azóta többször átalakították. Vele szemben 1961-től az Erdért illetve a Csőszerelő SC pályája volt. 2006-ban az Erdért pálya nyugati részén lakótömböt építettek, csökkentve e terület zöld jellegét. A keleti oldalon 1977 körül a kézilabda pálya helyén teniszcsarnokot alakítottak ki. A pályáktól a Váci út felé a Láng Gépgyár hátsó telepei, illetve az MHSZ telepe működött.

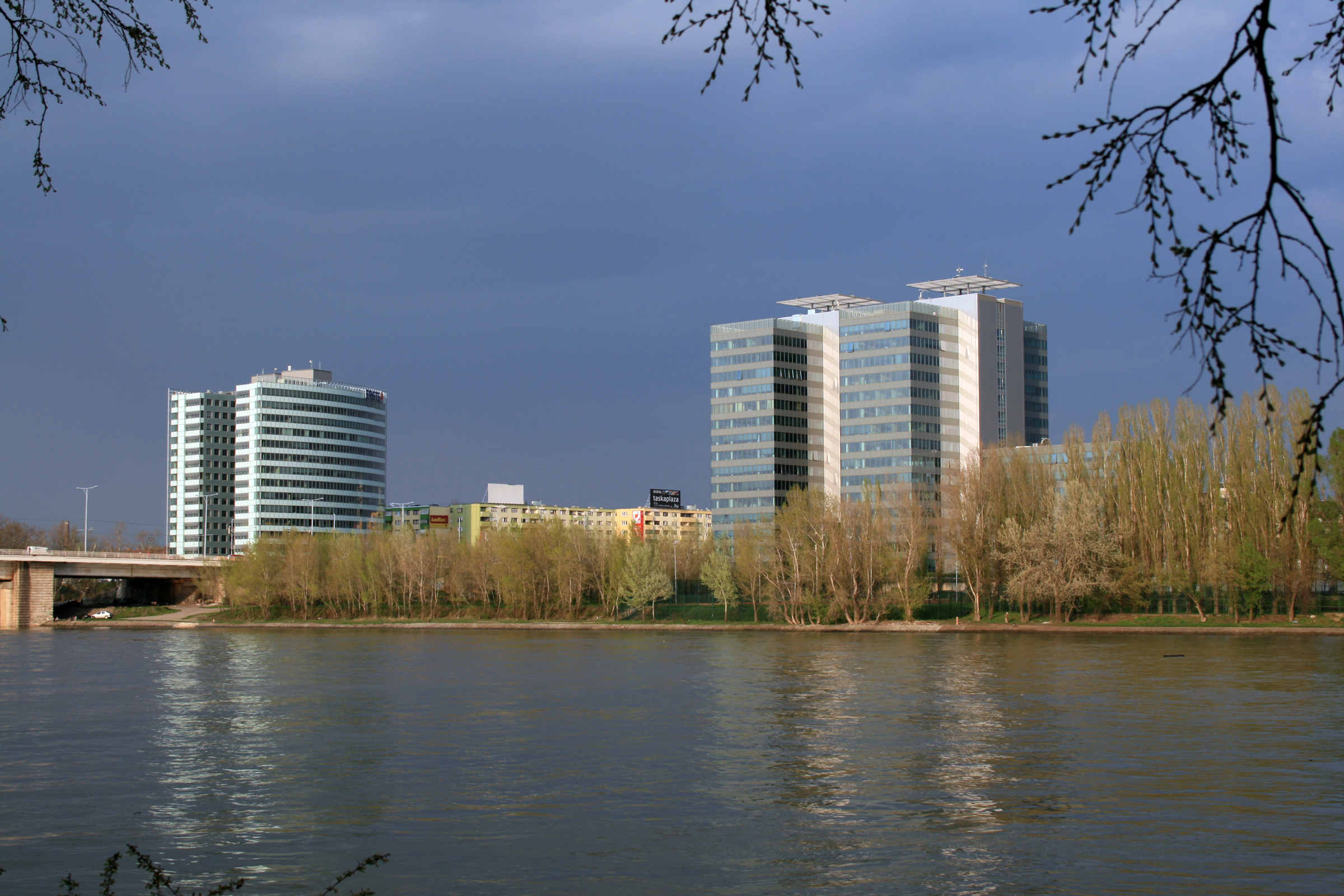
Az Árpád híd pesti hídfőjénél magasodó Europe Tower (balra) és a Duna Tower (jobbra) a Margit-szigetről nézve

Az Árpád hídtól délre a Dráva utcáig az egykori iparvidéket kiszolgáló Vizafogó teherpályaudvar felé vezető iparvágány mentén szegénynegyed húzódott. A Váci út és a Zsilip utca sarkán 1896-1897 között épült Hétház és Tizenháromház munkáscsaládoknak nyújtott szerény komfortfokozatú otthonokat. A vasúti pálya nyugati oldalán, a mai Vizafogó lakótelep helyén 1940-től cigánytelep alakult ki a Népfürdő utcáig.
A terület rendezésére még 1938-ban a Fővárosi Közmunkák Tanácsa dolgozta ki az első javaslatot, amely számolt az itt lévő teherpályaudvar megszüntetésével is. 1970-1976 között a Párkány utca mentén fekvő telepet szanálták, majd az Elektromos sportpálya keleti oldalán, Bene László és Szentmártoni Ferenc tervei alapján 1981-1985 között felépült a Vizafogó lakótelep első üteme. A házgyári technológiával készült tízemeletes épületekben 2684 lakást alakítottak ki. Emellett a telepen kereskedelmi egységek és gyógyszertár mellett felépült egy 16 tantermes iskola, egy 200 férőhelyes óvoda, egy 100 férőhelyes bölcsőde és a Berzsenyi Dániel Gimnázium mai épülete. 1987-től a teherpályaudvar felszámolásával annak helyén épült a lakótelep második üteme, ami 1989-re készült el. Az állomásépület felújítva ma is áll.
Vizafogó északnyugati negyedében található a Marina-part, amelyet a 2000-es évek elején kezdtek építeni. A közelmúltban felhúzott zsúfolt lakópark utcáinak nevei az előtte évtizedekig itt üzemelő hajógyártásnak állítanak emléket. A 2017-es úszó-világbajnokság miatt épült a Dagály fürdő parkjában a Duna Aréna, amelyhez kapcsolódóan 2016-2017 között városrész Duna-parti gátjait megújították, majd ezt a gyalogos zónát Moszkva sétány névre keresztelték.
A Marina-part és a Rákos-patak torkolata között, 1939-1943 között kialakított mesterséges Duna-öböl körül a rendszerváltás előtt az 1948-ban alapított Folyamszabályozó és Kavicskotró Vállalat (FOKA) telepe üzemelt. Ma motorcsónak és kishajó kikötőként funkcionál.